# Chickenfoot
Chickenfoot är en amerikansk rockgrupp bildad i Cabo Wabo Cantina i Cabo San Lucas, Mexiko 2008, bestående av trummisen Chad Smith (Red Hot Chili Peppers), basisten Michael Anthony (tidigare i Van Halen), gitarristen Joe Satriani samt sångaren Sammy Hagar (tidigare i Montrose och Van Halen).
Chickenfoot gav ut sitt självbetitlade debutalbum 2009.

## Medlemmar
Ordinarie medlemmar
- Sammy Hagar – sång, rytmgitarr (2008– )
- Joe Satriani – sologitarr, keyboard, bakgrundssång (2008– )
- Michael Anthony – basgitarr, bakgrundssång (2008– )
- Chad Smith – trummor, slagverk, bakgrundssång (2008– )

Turnerande medlemmar
- Kenny Aronoff – trummor, slagverk, bakgrundssång (2011– )

## Diskografi
Studioalbum
- 2009 – Chickenfoot
- 2011 – Chickenfoot III

Livealbum
- 2012 – Chickenfoot LV

Singlar
- 2009 – "Oh Yeah"
- 2009 – "Soap on a Rope"
- 2009 – "Sexy Little Thing"
- 2010 – "Get It Up"
- 2010 – "My Kinda Girl"
- 2011 – "Big Foot"
- 2011 – "Three and a Half Letters"
- 2012 – "Different Devil"
- 2013 – "Something Going Wrong"